# 이한별
이한별(1990년 3월 2일)은 대한민국의 희극인이다.

## 출연작

### 방송
- 코미디빅리그 (tvN)
  - 《힙 to the 합》
  - 《희극지왕》 춘리 역
  - 《초저가 항공》 승객2 역
  - 《엑스트라》 주연 배우 역
  - 《자매들》
  - 《으랏차차 대한민국》
- 내 몸을 바꾸는 황금레시피 (MY MBC)
- 갤럭시 프로젝트 (EBS1)
- 채널A 나는몸신이다 (최고의 베이근녀 선발대회)
- 2021 sbs 좋은아침 운동강사
- 2021 mbn 생생정보마당 (인싸이더맨)

## 수상
- 2017 미스섹시백 대상
- 2021 머슬마니아 스포츠모델오픈 1위
- 2021 머슬마니아 스포츠모델오픈 그랑프리
- 2021 머슬마니아피트니스오픈 1위,프로카트획득
- 2021 머슬마니아피트니스노비스 1위
- 2021 머슬마니아 피규어오픈 2위
- 2021 머슬마니아 피규어노비스1위